# Stellaria cherleriae
Stellaria cherleriae är en nejlikväxtart som först beskrevs av Fisch. och Nicolas Charles Seringe, och fick sitt nu gällande namn av Frederic Newton Williams. Stellaria cherleriae ingår i släktet stjärnblommor, och familjen nejlikväxter. Inga underarter finns listade i Catalogue of Life.